# Epinephelides armatus
Epinephelides armatus é uma espécie de peixe da família Serranidae.
É endémica da Austrália.
Os seus habitats naturais são: mar aberto, mar costeiro, pradarias aquáticas subtidais e recifes de coral.